# Alsónyárló
Alsónyárló (korábban Alsókékesnyárló, románul: Chichișa) falu Romániában, Szilágy megyében.

## Fekvése
A  Meszes-hegység lábánál, az Egregy patak mellett, Alsóegregy, Romlott és Felsőnyárló közt fekvő település.

## Nevének eredete
Réthy László az egykor Doboka vármegyéhez tartozó kékes nevét a kéklő, sötétlő erdőségre vezette vissza, melyek körülvették a községet.
Petri Mór szerint Alsókékesnyárló határát a szomszéd községek lakosai egykor nyári legelő-nek használták. Román nevéből (Chichisa, Kikisa, Tytyse) pedig nyárfás terület-re következtethetünk.

## Története
Alsókékesnyárló nevét 1408-ban, majd 1438-ban említették először az oklevelek Nyarlo, Also Nyarlo néven. 1470-ben Alsókékes, 1522-ben Kékesnyárló, 1760-ban Alsókékesnyárló néven írták.
Hodor szerint Alsónyárló határa Romlott várához tartozott. 
Az 1408-as adat szerint Dobokai János erdélyi alvajda néhai Bonyó (Bogyó?) Miklós alsó és felsőkékesi részbirtokait magához váltotta, majd visszaadta Ördög Lászlónak, Egyed fiának, akit az eredetileg is illetett volna. Alsó- és Felsőkékes 1470-ben Dobokai Miklós azon hátramaradt részbirtokai közt szerepelt, melyet az erdélyi vajdák foglaltak el. 1520-ban Dobokai Miklós Kekes és Nyárló nevű birtokait Deésházi Péternek zálogosította el, majd 1521-ben ugyanő Kékest és Nyárlót Tótpronnai Kherubin, Kolozs vármegyei főispánnak adta el. 1552-ben pedig Kékesnyárló felét Dobokai Miklós Bélteki Jánosnak adta el. 1638-ban Kékes Nyarlón Dobokai Katának és Somlyai Juditnak is voltak részbirtokai.
A kuruc harcok alatt a település magyar lakossága elpusztult. 1715 után Nyárlóba román lakosság telepedett le.
1760-ban Alsó-Kékesnyárlón ifjú Daniel István, Bágyoni Zsigmond, Toldi Ádám és Boros-Jenei Székely Ádám grófok voltak birtokosok. 1837-ben Alsó-Kékesnyárló birtokosai voltak az Eszterházi, Bethlen, Vass, Rédei, Kun grófi családok, báró Wesselényi család, a Kakucsi, Hadfaludi, Székely, Ketheli, Ujfalvi, Henter nemesek, valamint özvegy Hadfaludiné. 
1837-ben a feljegyzések szerint a falunak az Egregy-patak vizén gubaványoló malma is volt.
1890-ben 289 lakosa volt, ebből 27 magyar, 1 német, 261 román, melyből 195 görögkatolikus, 46 izraelita volt. Az 1910-es népszámláláskor Alsókékesnyárlónak 367 lakosa volt, ebből 15 magyar, 350 román, melyből 279 görögkatolikus, 72 görögkeleti ortodox, 15 izraelita volt. A 20. század elején a település Szilágy vármegye Zilahi járásához tartozott.

## Nevezetességek
- Görögkatolikus, utóbb ortodox temploma 1739-ben épült a szent arkangyalok tiszteletére. Anyakönyvet 1836-tól vezetnek.